# باغ ملی گیاه‌شناسی گرجستان

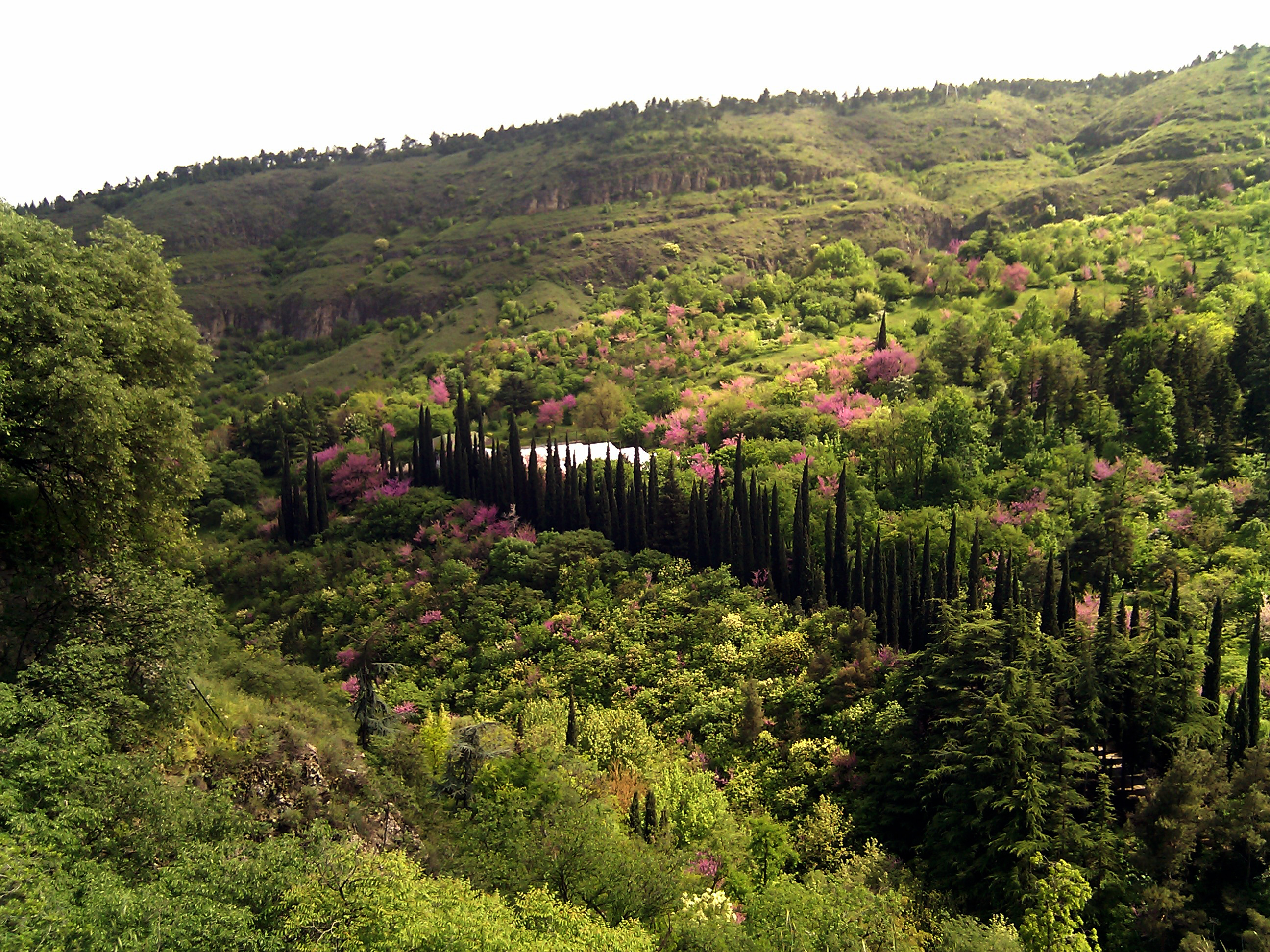
نمایی از باغ ملی گیاه‌شناسی گرجستان

باغ ملی گیاه‌شناسی گرجستان (گرجی: საქართველოს ეროვნული ბოტანიკური ბაღი) با نام سابق باغ گیاه‌شناسی تفلیس در غرب شهر تفلیس، گرجستان واقع شده‌است.
این باغ که دارای ۱۶۱ هکتار می‌باشد دارای ۴۵۰۰ آرایه زیست‌شناسی می‌باشد و اولین در حدود سال ۱۶۷۱ برای اولین بار از آن نام برده شده اما ممکن است در سال ۱۶۲۵ میلادی تأسیس شده باشد، باغ در سال ۱۷۹۵ و در نبرد کرتسانیسی آسیب دید اما در قرن ۱۹ میلادی احیا شد و در سال ۱۸۴۵ به عنوان باغ گیاه‌شناسی تأسیس شد.

## نگارخانه

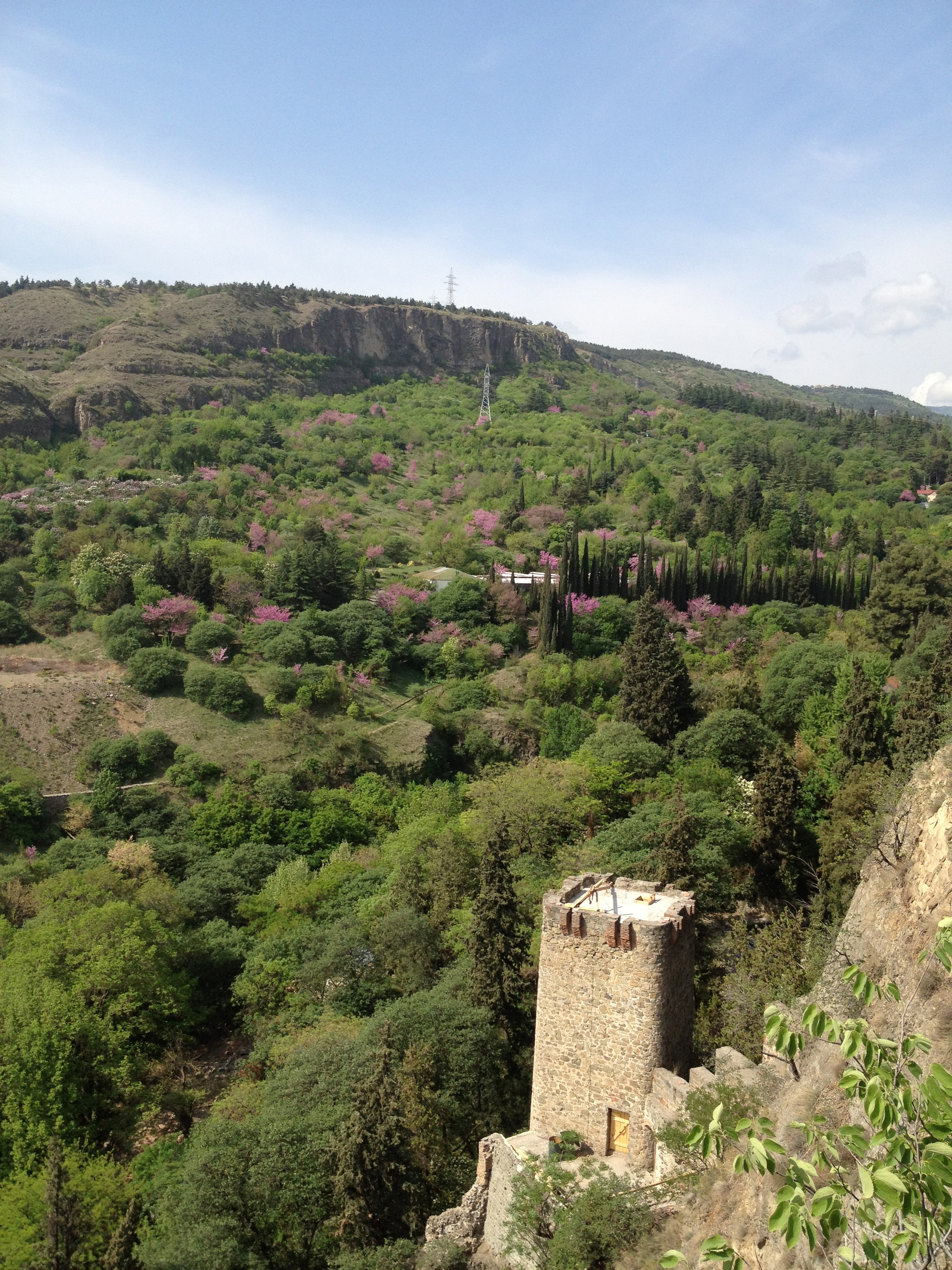
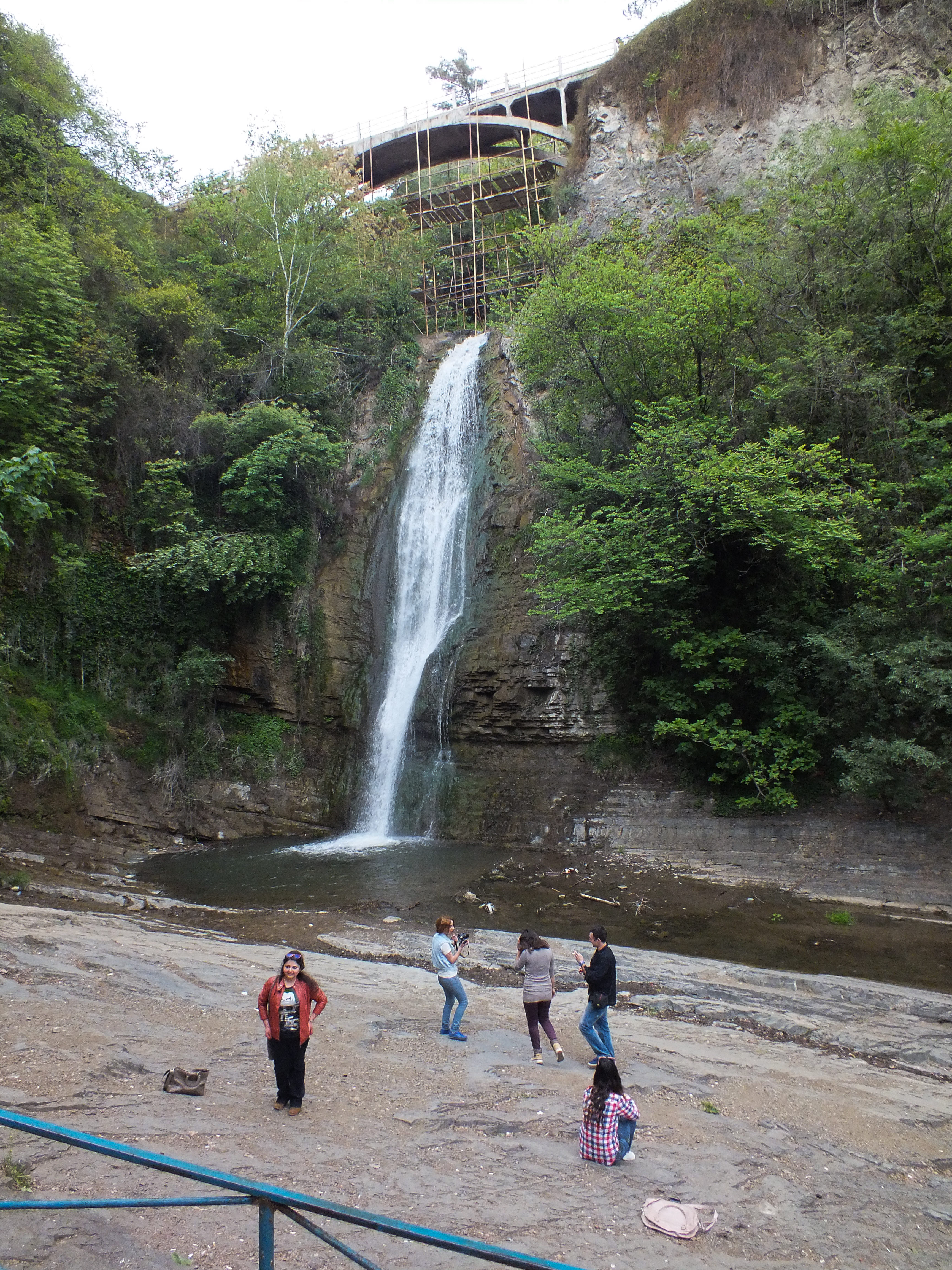
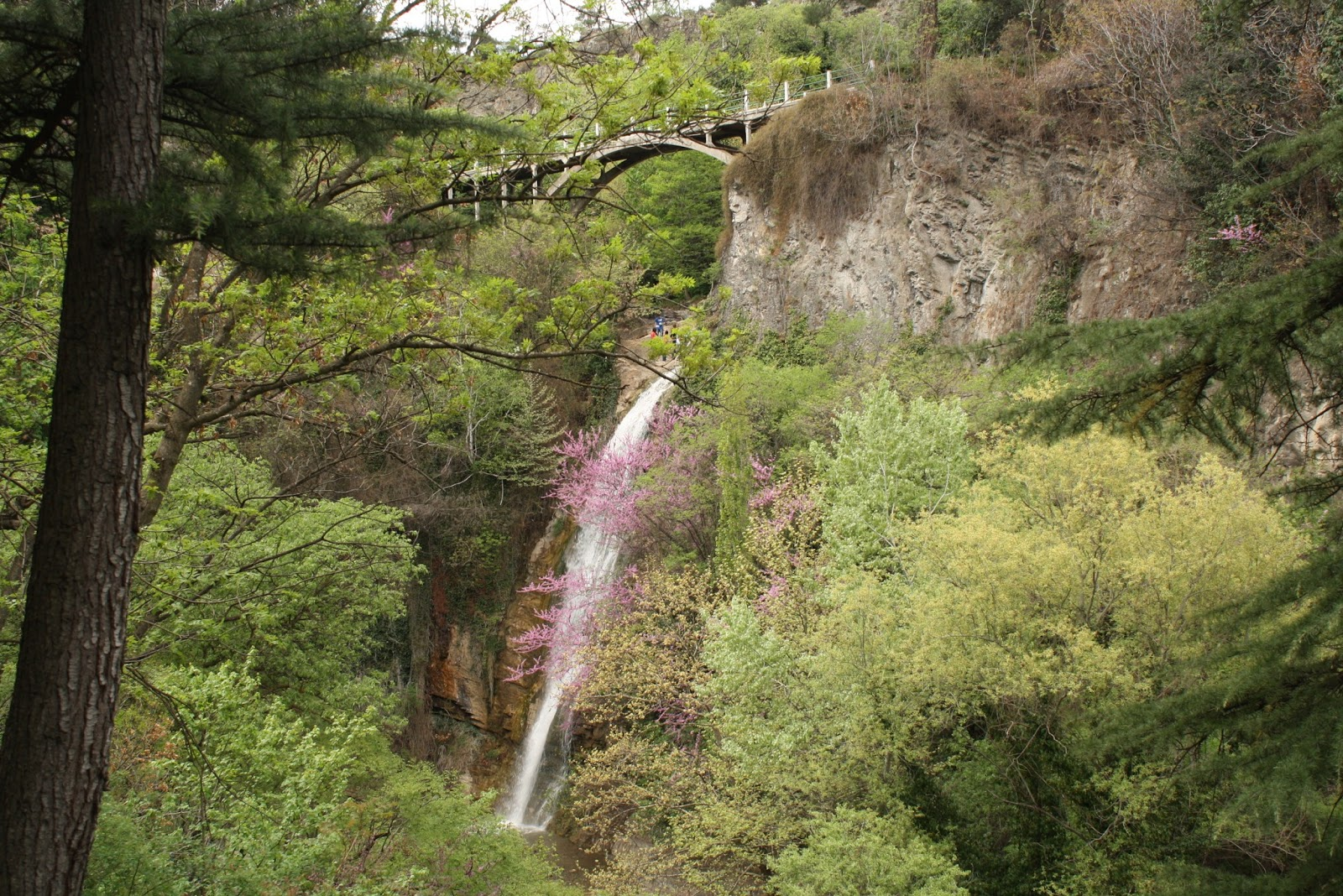
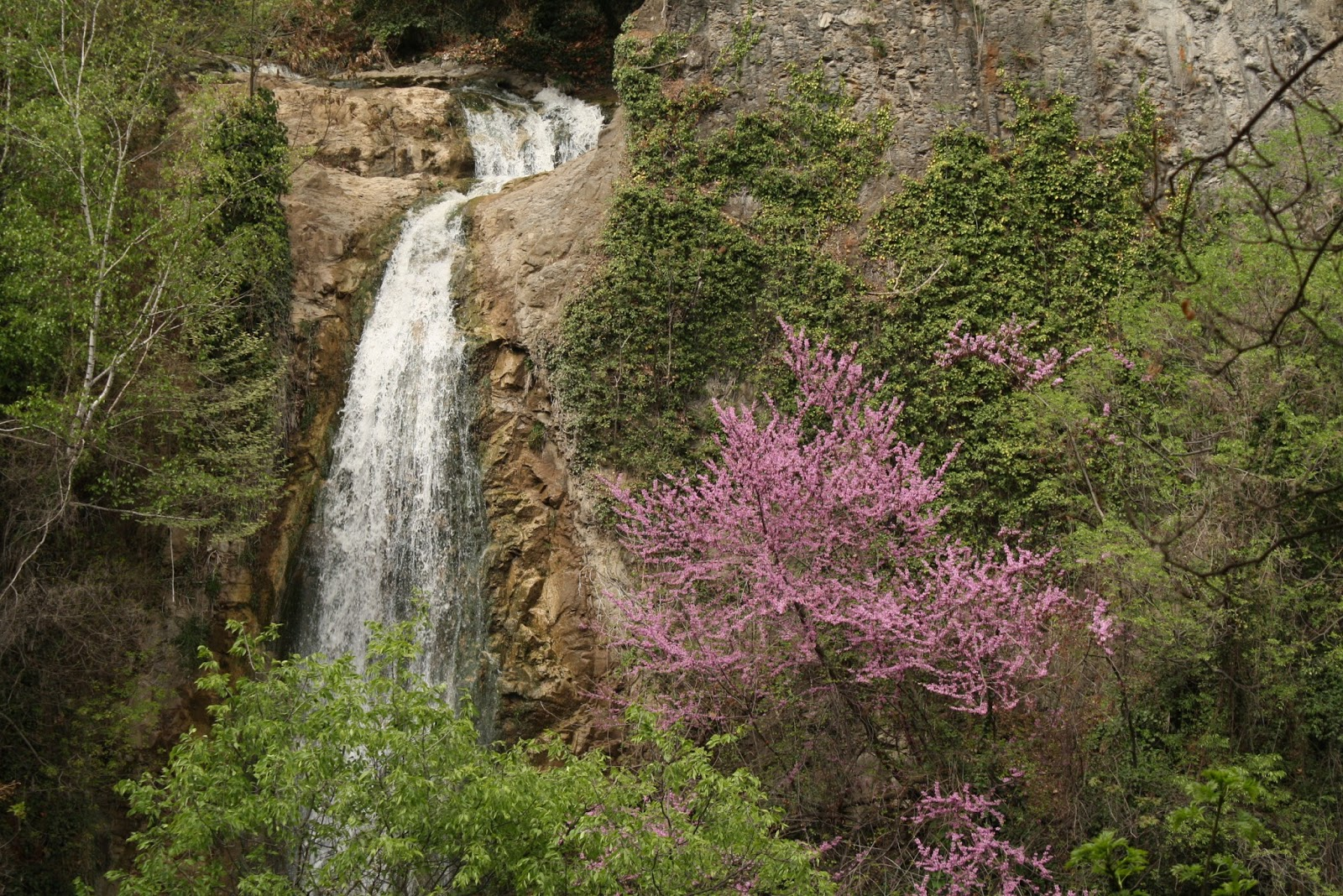